# Mosquitoxylum jamaicense
Mosquitoxylum jamaicense là một loài thực vật có hoa trong họ Đào lộn hột. Loài này được Krug & Urb. mô tả khoa học đầu tiên năm 1895.